# Friedrichshafen FF 17
Die Friedrichshafen FF 17 war ein deutsches Schwimmer-Aufklärungsflugzeug des Flugzeugbau Friedrichshafen (FF), das kurz vor Beginn des Ersten Weltkriegs konstruiert und gebaut wurde.

## Entwicklung
Die FF 17 wurde von Paul Jaray für den Zweiten Bodensee-Wasserflug-Wettbewerb, der vom 24. bis zum 28. Mai 1914 in Konstanz am Bodensee stattfinden sollte, entworfen. Sie war die erste Rumpfkonstruktion, die beim FF entwickelt wurde. Das zweistielige Tragwerk bestand aus gepfeilten und V-förmigen Tragflächen, die stark unterschiedliche Spannweiten (Anderthalbdecker) aufwiesen. Das Schwimmwerk wurde von einem zentralen Hauptschwimmer unter dem Rumpf und zwei Stützschwimmern an den unteren Außenflügeln gebildet. Der Wettbewerb begann mit einem Geschwindigkeits-Rundflug über 50 km, der mit einem Fluggast absolviert werden musste. Es waren sechs Teilnehmer gemeldet, von denen die FF 17 mit dem Piloten Hans Schirrmeister den 3. Platz nach Hellmuth Hirth in einem Albatros-Doppeldecker und dem Firmenkollegen Truckenbrodt in der Gitterschwanzkonstruktion FF 15 belegen konnte. Der weitere Wettbewerb musste vom Veranstalter aufgrund schlechten Wetters mit wolkenbruchartigen Niederschlägen abgebrochen werden.
Für den Sommer des Jahres war noch ein weiterer Wasserflugwettbewerb angekündigt, der in Warnemünde stattfinden sollte. Dafür wurde die FF 17 auf Wunsch des Reichsmarineamts mit zwei Doppelschwimmern ausgerüstet. Für das vom 1. bis 10. August geplante Treffen waren anfangs neben der wegen des neuen Schwimmwerks als FF 17b bezeichneten Konstruktion noch die FF-Typen FF 21 und FF 27 gemeldet worden. Die FF 17b und FF 27 trafen in den letzten Julitagen des Jahres 1914 ein, das FF-21-Flugboot war zuvor bei Tests in Kiel-Holtenau beschädigt worden und konnte nicht antreten. Bei der letzten offiziellen Starterliste war dann allerdings nur noch die FF 17b mit dem Piloten Hans Schirrmeister als einzige FF-Konstruktion angeführt. Noch bevor der Wettbewerb begann, beendete am 1. August die Generalmobilmachung alle Aktivitäten. Sämtliche Flugzeuge wurden beschlagnahmt und, sofern geeignet, von der Marine übernommen.

## Technische Daten
| Kenngröße         | Daten (FF 17a)                                |
| ----------------- | --------------------------------------------- |
| Besatzung         | 2                                             |
| Spannweite        | 15,20 m (oben) 10,20 m (unten)                |
| Länge             | 10,00 m (FF 17b: 12,00 m)                     |
| Antrieb           | ein wassergekühlter Sechszylinder-Reihenmotor |
| Typ, Nennleistung | N.A.G., 135 PS (99 kW) bei 1360/min           |